# Gustave Carulli
 (décembre 2023).
La mise en forme du texte ne suit pas les recommandations de Wikipédia : il faut le « wikifier ».
Les points d'amélioration suivants sont les cas les plus fréquents. Le détail des points à revoir est peut-être précisé sur la page de discussion.
- Les titres sont pré-formatés par le logiciel. Ils ne sont ni en capitales, ni en gras.
- Le texte ne doit pas être écrit en capitales (les noms de famille non plus), ni en gras, ni en italique, ni en « petit »…
- Le gras n'est utilisé que pour surligner le titre de l'article dans l'introduction, une seule fois.
- L'italique est rarement utilisé : mots en langue étrangère, titres d'œuvres, noms de bateaux, etc.
- Les citations ne sont pas en italique mais en corps de texte normal. Elles sont entourées par des guillemets français : « et ».
- Les listes à puces sont à éviter, des paragraphes rédigés étant largement préférés. Les tableaux sont à réserver à la présentation de données structurées (résultats, etc.).
- Les appels de note de bas de page (petits chiffres en exposant, introduits par l'outil «  Source ») sont à placer entre la fin de phrase et le point final[comme ça].
- Les liens internes (vers d'autres articles de Wikipédia) sont à choisir avec parcimonie. Créez des liens vers des articles approfondissant le sujet. Les termes génériques sans rapport avec le sujet sont à éviter, ainsi que les répétitions de liens vers un même terme.
- Les liens externes sont à placer uniquement dans une section « Liens externes », à la fin de l'article. Ces liens sont à choisir avec parcimonie suivant les règles définies. Si un lien sert de source à l'article, son insertion dans le texte est à faire par les notes de bas de page.
- La présentation des références doit suivre les conventions bibliographiques. Il est recommandé d'utiliser les modèles {{Ouvrage}}, {{Chapitre}}, {{Article}}, {{Lien web}} et/ou {{Bibliographie}}. Le mode d'édition visuel peut mettre en forme automatiquement les références.
- Insérer une infobox (cadre d'informations à droite) n'est pas obligatoire pour parachever la mise en page.

Pour une aide détaillée, merci de consulter Aide:Wikification.
Si vous pensez que ces points ont été résolus, vous pouvez retirer ce bandeau et améliorer la mise en forme d'un autre article.
Pour les articles homonymes, voir Carulli.
Gustave (Gustavo) Carulli (15 juin 1801 – 27 octobre 1876), est un compositeur, musicien (pianiste, chanteur, guitariste) et professeur de musique français.

## Biographie
Né à Livourne, il est le fils du guitariste, chanteur et compositeur Ferdinando Carulli et de Marie-Joséphine Boyer. Gustave apprend la guitare et le chant auprès de son père. En plus de ses œuvres pour guitare bien connues (telles que sa Méthode complète pour guitarre ou lyre composée expressément pour l'enseignement de son fils Gustave, op. 27), il arrange et publie également des œuvres pour voix ,, et même une méthode de chant  et d'accompagnement,
Le jeune Gustavo suit son père à Paris, où il étudie le piano avec le polonais Mirecki, l'harmonie avec Nicolo Isouard et la composition avec Ferdinando Paer.
Son opéra I tre mariti est exécuté à La Scala de Milan en 1825,,.
En 1838, Gustave Carulli publie une Méthode de chant dédiée à Gilbert Duprez,,,. Plusieurs de ses méthodes d'enseignement sont intégrées au Solfège des solfèges, lors de sa collaboration avec Henri Lemoine. Plus tard, Adolphe-Léopold Danhauser compléta le Solfège des solfèges par des leçons supplémentaires,.
On dit de Carulli qu'il maîtrisait également un style antérieur, « la phraséologie galante des années 1780. »
Il donne des cours de chant chez lui, au 63 bis rue de Provence,, deux numéros plus loin que chez Franz Liszt.
En 1847, deux chansons de Gustavo Carulli sont récompensées au Concours des chants populaires,.
Plus tard, il s'installe à Boulogne-sur-Mer, où il finit sa vie.
Un de ses étudiants était Alexandre Guilmant à qui il enseigna l'harmonie, le contrepoint et la fugue.

## Œuvres
- Méthode pour la guitare, Op. 4 [26]
- Quadrille, sur les motifs de L'Opéra La Semiramide (Musique de G. Rossini, Arrangée pour le Piano-Forte, par Gustave Carulli)
- Quadrilles, de l'Opéra de "La Gazza Ladra" de Rossini, arrangé pour piano-forte par Gustave Carulli
- Six Sonatines très-faciles pour le Pianoforte, composées par G. Carulli. Leipzig, Hofmeister [27]
- Tre cantibile pour le piano-forte [28]
- Répertoire pour tous les alliés, les ossia rassemblés pour divers motifs de la célèbre M Mayer [29]
- Pot-pourri pour piano-forte et violon estratt della Semiramide [30]
- "Paganini" Trois airs variés pour le Violon, pour être exécuté sur la quatrième corde seulement, avec accompagnement de Piano, par Gustave Carulli [31]
- Rondo brillant, précédé d'un andante pour le piano [32]
- Méthode du Chant, dédiée à Duprez par G. Carulli, professeur du Chant [14],[15],[16],[17]
- Quinze vocalises à deux voix, faisant suite à la Méthode [33]
- Solfège des solfèges [18],[19]
- Les Feux Follets, Album de Chant avec accompagnement de Piano, pour 1842, Paroles de MM. Ancouet et E. Barateau, Musique de Gustave Carulli, contenant cinq Romances et cinq nocturnes [34],[35]
- Album de 1839 ; Paroles de Mme Tastu, MM. Aucoult et Barateau, Musique de Gustave Carulli [36]
- Mélodies, pour trois voix égales [37],[38]
- Mélodies référencées dans le Catalogue général des livres, ouvrages périodiques, journaux et morceaux de musique de la Bibliothèque Catholique de Termonde
- Étoile chérie, romance, musique de Gustave Carulli, paroles de Émile Barateau [39]
- Ô mon Dieu, si ton bon plaisir, paroles de Corneille [25]
- Pour qui rêve d'Amour, paroles de Barateau [40]
- Si vous ne m'aimez plus ! musique de G. Carulli, paroles de Em. Barateau [39]
- Marie "Charles est à moi" [41],[42]
- Huit mélodies pour trois voix égales, paroles de M. Alph. de Lamartine et autres auteurs [43]
- Ding Dong
- Trois canzonettes, paroles de divers auteurs, avec accompagnement de piano-forte [44]
- G. Carulli : Leichte und gefällige Singübungen in Arien, Romanzen und Duetten von Donizetti, Bellini, Rossini usw [45]